# Livro das Sombras de Honorius
O Livro das Juras de Honório, ou Liber Iuratus (ainda Liber Sacer/Sacratus/Consecratus/Grimoire de Honorius ou Grimório do Papa Honório), é um grimório supostamente escrito por Honório de Tebas ou, segundo outras fontes, por um dos papas históricos de nome Honório (mais exatamente, o Papa Honório Magno). A data da escrita é incerta, e já foi chamado de mencionado como Liber Sacer no século XIII, o que indicaria algo na era da Alta Idade Média. Johannes Hartlieb (1456) menciona que seria um dos livros usados em magia negra. A mais antiga edição foi datada do final do século XIV, início do XV, tendo pertencido ao matemático John Dee. É um dos grimórios medievais mais antigos e influentes no ocultismo e bruxaria contemporâneos.
É possível também que seja um produto de um grupo de magos medievais que decidiram condensar seus conhecimentos num único volume sob um mesmo criptônimo (no caso, Honório, daí a origem e confusão do Honório tebano com os pontífices homônimos). São 93 capítulos que cobrem uma grande variedade de tópicos, desde como salvar uma alma do purgatório a capturar ladrões ou caçar tesouros. Há muitas instruções sobre como conjurar ou invocar demônios, perpetrar outras operações de magia, ter visões do paraíso e outras informações dessa natureza. Como nos demais grimórios, apresenta longas dissertações sobre como operar todos os feitiços e palavras mágicas.
O livro pode ser categorizado como um dos grimório salomônicos por usar muitos poderes angelicais e chaves (conjuros mágicos) parecidos com os da clássica Chave de Salomão.
"Neste texto chamado "Grimório de Honório", ele discute o valor dos conhecimentos ocultos na Igreja e sobre como convocar e fazer crescer entidades demoníacas, aprendendo então a controlar as mesmas. Ele usa a fé em Deus e a mistura com ensinamentos do Rei Salomão; contém invocações de demônios para cada diferente dia semana. Há relatos sobre um padre que precisa clamar por meio de sacrifícios de animais durante algum tempo a dominação de espíritos demoníacos.".

## Edições
Em Inglês
- Gösta Hedegård, Liber Iuratus Honorii: A Critical Edition of the Latin Version of the Sworn Book of Honorius, Studia Latina Stockholmiensia 48, Almqvist & Wiksell (2002), ISBN 978-91-22-01970-1.
- Daniel Driscoll, The Sworn Book of Honourius[2] the Magician, Heptangle Books, 1977.